# Muzeum nevinnosti
Muzeum nevinnosti (turecky Masumiyet Müzesi) je muzeum v Istanbulu, které v roce 2012 otevřel spisovatel Orhan Pamuk, nositel Nobelovy ceny za literaturu v roce 2006 a je významově spojené s jeho stenojmenným románem. V roce 2014 Evropské muzejní fórum v Radě Evropy udělilo muzeu ocenění Evropské muzeum roku (European Museum of the Year Award).

## Vznik muzea
Podle Orhana Pamuka se myšlenka vytvořit muzeum s věcmi z každodenního života zrodila v 90. letech 20. století. Pamuk chtěl ve stejný den otevřít muzeum a vydat román, který by byl katalogem muzea. V roce 1998 Pamuk pro tento účel koupil 120 let starou budovu v istanbulské čtvrti Chukurdzhum, v níž bylo později muzeum umístěno. Pamuk nakupoval exponáty na bleších trzích, v antikvariátech a u sběratelů nádobí, klíče, hodinky a další věci, které mohly postavy v jeho románu používat.
Pamuk později napsal knihu (vydanou v roce 2008), ale ta se nestala katalogem, ale románem. Muzeum bylo otevřeno v roce 2012 a Pamuk, stále cítící potřebu katalogu muzejní sbírky, napsal a publikoval katalog Nevinnost věcí a v roce 2015 britský režisér Grant Gee ve spolupráci s Pamukem natočil dokumentární film založený na románu Nevinnost vzpomínek. Je třeba poznamenat, že podle Pamukovy myšlenky lze muzeum a knihu vnímat nezávisle na sobě.
Nedlouho před otevřením Muzea nevinnosti vydal Pamuk muzejní manifest, kde načrtl svou vizi muzeí budoucnosti. Podle jeho plánu by nová malá muzea měla představovat osobu, nikoli stát, na rozdíl od velkých a drahých muzeí minulosti.
V poslední kapitole románu je vstupenka do muzea.

## Muzejní sbírka

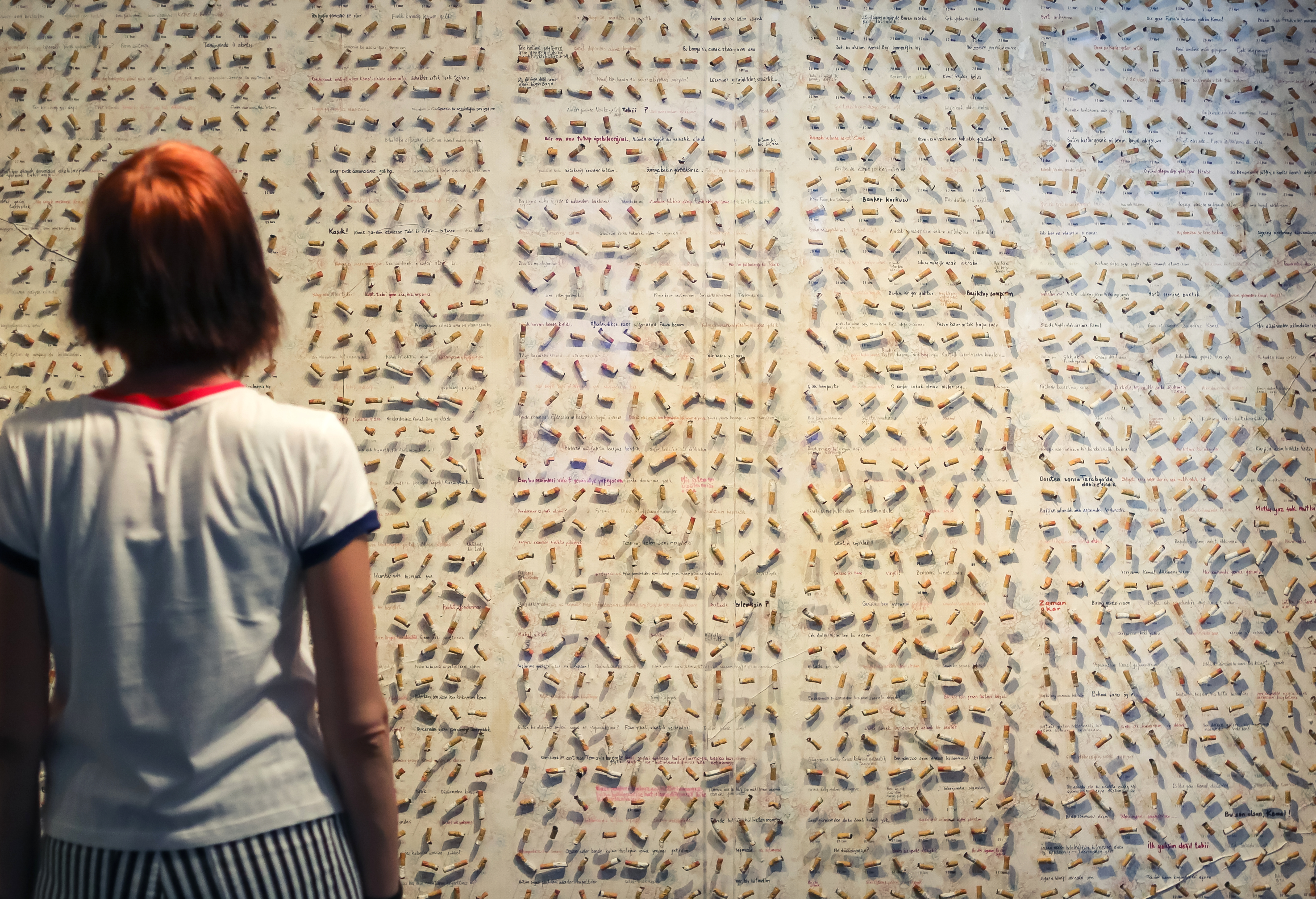
Nedopalky cigaret vykouřených Füsunou

Muzeum, stejně jako román, vypráví příběh tragické lásky Kemala, který se má zasnoubit s pohlednou a vzdělanou ženou Sibel, ale krátce předtím potká chudou dívku, prodavačku Füsunu, do které se osudově zamiluje. Příběh se odehrává v 70. letech 20. století. Sbírka zahrnuje širokou škálu předmětů (od svatebních oznámení a výstřižků z novin až po cínové lžíce a solničky), které vypráví milostný příběh Kemala a Füsuny, jejich rodin a Istanbulu.
Každá malá vitrína muzea je věnována jedné z 83 kapitol románu a předměty jsou pečlivě vybírány tak, aby odpovídaly románu. Podle zápletky románu začne Kemal Basmaji, posedlý Füsunou, shromažďovat věci, které se jí týkají, včetně krádeží z jejího domu, a nakonec postaví muzeum, které je jí věnované. Exponáty muzea odpovídají věcem zmíněným v románu: například v muzeu je vystaveno 4 213 cigaret vykouřených Füsunou, její spadlá náušnice a postel, ve které později spal Kemal.

## Ocenění
V roce 2014 se Muzeum nevinnosti stalo rozhodnutím Evropského muzejního fóra Evropským muzeem roku.